# Realgar
Realgar, arsenik(II)sulfid, As4S4, är ett arseniksulfidmineral. Realgar lär betyda 'det röda i klippan' på arabiska. Det användes troligen (tillsammans med kaliumnitrat och råolja) i grekisk eld, antikens fruktade brandstridsmedel. 

## Egenskaper

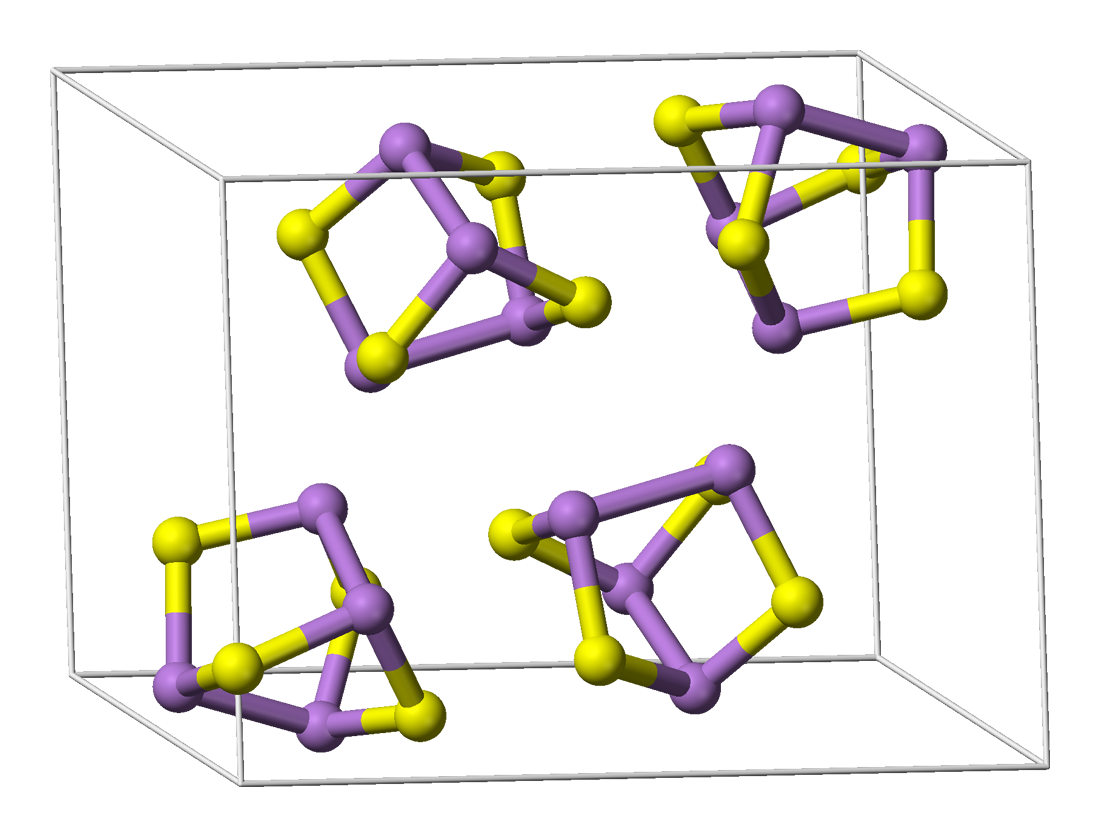
Realgar tillhör det monoklina kristallsystemet.

Realgar finns dels som mineral, dels framställd syntetiskt. Naturlig realgar förekommer i form av röda, inte särskilt hårda, fettglänsande kristaller, som vid repning ger pomeransgult streck.
Konstgjort realgar framställs genom sublimering av en blandning av arsenik och svavel som bildar en mörkröd, brunröd eller gulröd genomskinlig eller ogenomskinlig massa, som smälter lätt och har ett mussligt brott.
Konstgjord realgar kan krossas till ett pomeransgult pulver, som brinner med blå låga, varvid det utevecklar en stark lukt av vitlök (arsenikväte) och svavelsyrlighet.
Realgar är mycket giftigt.

## Förekomst
Förekomster är kända särskilt i Ungern, Tjeckien, Schweiz, Sachsen, Japan och flera ställen i USA.
Realgar, auripigment och arsenikkis står för nästan hela världens utbud av arsenik, som faller som biprodukt vid smältning av koncentrat från dessa malmer.

## Användning
Realgar användes förr tillsammans med släckt kalk för avhåring av get- och fårskinn till handskskinn.
Det användes även för framställning av fyrverkeripjäser.

### Pigment

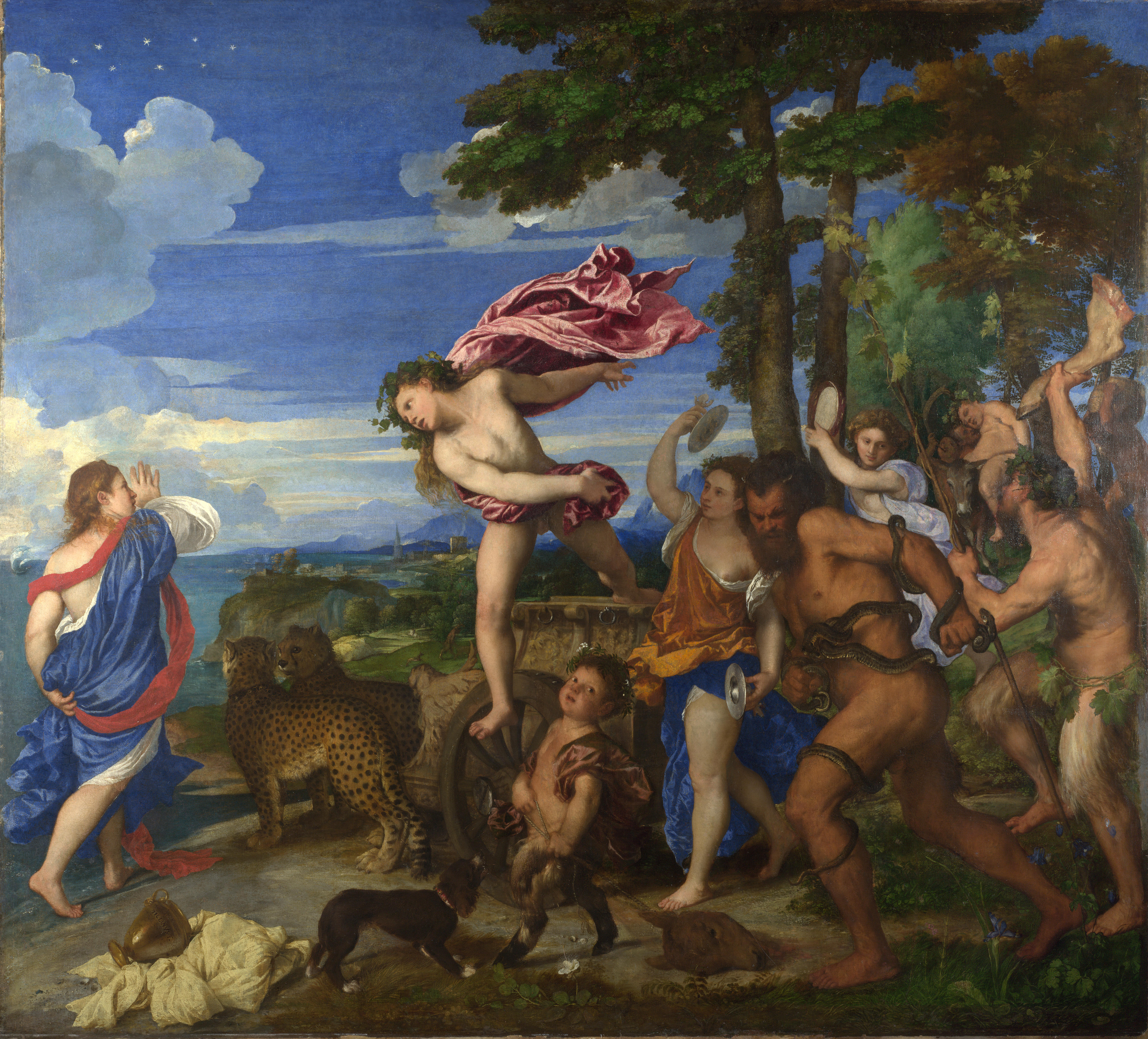
Bacchus och Ariadne
Tizian (1523)Det orangea klädesplagget, buret av den cymbalspelande kvinnan just till höger om bildens mitt, är målat med realgar, kompletterat med auripigment för de ljusare partierna.

Realgar och auripigment (As2S3) är närbesläktade mineraler och som pigment ses de ofta tillsammans. Realgar har vanligen rödorange färg, medan auripigment är ljusare gyllengult.
Användningen har dock varit begränsad, dels på grund av arsenikens giftighet, dels för att svavelinnehållet ställde till problem vid samtidig användning av då vanliga pigment som innehöll bly eller koppar.
Under medeltiden importerades största delen av dessa pigment till Europa från Mindre Asien. De användes oftast för illuminering av handskrifter, men även till målningar. Användningen av realgar har till stor del följt auripigment och det främsta bruket inom målarkonsten ses hos renässansens venetianska målare. I övrigt ses sporadisk användning europeiska målningar fram till omkring mitten av 1700-talet.
Svavelarsenikfärger användes som pigment i svenskt inredningsmåleri under 15-, 16- och 1700-talen men var aldrig särskilt vanliga. De gick under namnet auripigment eller operment, och samma eller besläktade pigment kunde också kallas ryssgult.
I den internationella pigmentdatabasen Colour Index har arseniksulfidpigmenten beteckningen Pigment Yellow 39 (PY39) samt nummer 77085 och 77086.